# Władysław Ekielski
Władysław Ekielski (17. února 1855 Krakov – 23. června 1927 tamtéž) byl polský architekt, který působil v Krakově. Byl znám pro svoje dílo v eklektickém a moderním stylu.

## Životopis
Ekielski se narodil a vyrůstal v Krakově. Pocházel z buržoazní rodiny. Jeho otec Eustachy Ekielski byl notářem a jeho matkou byla Elżbieta rozená Sieradzka. Navštěvoval gymnasium svaté Anny. Studoval mezi roky 1872 a 1876 na Technologickém institutu v Krakově a mezi roky 1876 a 1880 na stavebním oddělení Vídeňské polytechniky. Po jejím absolvování pracoval v architektonické kanceláři Heinricha von Ferstela ve Vídni.
V roce 1882 se vrátil do Krakova a začal pracovat s Tadeuszem Stryjeńskim, původně jakožto zaměstnanec, později jako společník. Spolu vytvořili množství soutěžních projektů v Krakově, z nichž některé byly provedeny, včetně Wołodkowiczova paláce v 80. letech 19. století, Pusłowscova paláce v roce 1886 a Nadační nemocnice Aleksandra Lubomirskeho (dnes hlavní budova ekonomické fakulty Krakovské univerzity) v roce 1893. V roce 1886 Ekielski získal stavitelskou licenci a začal učit jako přednášející na Krakovské městské škole průmyslového umění. Byl také učitelem kreslení na c. k. Vyšší průmyslové škole v Krakově.
Vytvořil projekt nájemních domů v ulici Karmelické č. 42, Studencké č. 14, Szpitalní č. 4, Grodzké č. 26 a Piłsudskiego č. 14. V Piłsudskiego ulici č. 40 navrhl svůj vlastní dům nazvaný Dům se dvěma průčelími. Je také autorem vily Julie ve čtvrti Podgórze z roku 1903 a domu Suski v ulici Grodzké č. 24–26 z let 1906 až1909.
Provedl architektonické práce pro výstavbu pomníku Adama Mickiewicze na Rynku Głównem v Krakově a dokončil přestavbu Nové synagogy v Tarnówě. Během rekonstrukce na kněžišti a lodi františkánského kostela v Krakově, která byla prováděné od roku 1895, objevil původní plán budovy. Později nabídl provedení výmalby interiéru tohoto kostela malíři Stanisławu Wyspiańskému. V roce 1900 se podílel na vzniku měsíčníku Architekt a stal se jeho šéfredaktorem. V letech 1904 až 1906 spolu s Wispiańskim vytvořil design pro rekonstrukci Wawelského kopce, který je známý jako Akropolis. Tento projekt nebyl nikdy proveden. V roce 1902 spolu s Antoni Tuchem založil závod pro výrobu vitráží, který byl za čas přesunut do Krakovského závodu na vitráže S. G. Żeleńského.
Od roku 1918 byl Ekielski profesorem na Akademii výtvarných umění Jana Matejky. Dne 2. května 1922 byl vyznamenán důstojnickým křížem Řádu znovuzrozeného Polska. V roce 1896 se oženil se Zofiou Stiasny. Měli spolu tři syny a dvě dcery. Zemřel roku 1927 a byl pohřben na Rakowickém hřbitově v Krakově.